# Rue Saint-Jérôme (Toulouse)
Pour les articles homonymes, voir Rue Saint-Jérôme.
La rue Saint-Jérôme (en occitan : carrièra Sant Geròni) est une voie de Toulouse, chef-lieu de la région Occitanie, dans le Midi de la France.

## Situation et accès

### Description
La rue Saint-Jérôme est une voie publique. Elle se trouve dans le quartier Saint-Georges, dans le secteur 1 - Centre.
Elle naît dans le prolongement de la rue du Lieutenant-Colonel-Pélissier, au carrefour de la rue Saint-Antoine-du-T. Elle est rectiligne et orientée est-ouest. Bordée d'immeubles construits pour la plupart dans les années 1970, dans le cadre de l'aménagement du nouveau quartier Saint-Georges, elle est large de 18 mètres, mais n'est longue que de 67 mètres, depuis l'aménagement de la place Occitane. Elle donne naissance à la rue Paul-Mériel, puis se termine au croisement de la rue Paul-Vidal, où elle est prolongée par le chemin piétonnier de la place Occitane.
La chaussée compte une seule voie de circulation automobile en sens unique, de la rue Saint-Antoine-du-T. vers la rue Paul-Vidal. Elle appartient à une zone de rencontre, où la circulation est limitée à 20 km/h. Il n'existe ni bande, ni piste cyclable, quoiqu'elle soit à double-sens cyclable.

### Voies rencontrées
La rue Saint-Jérôme rencontre les voies suivantes, dans l'ordre des numéros croissants (« g » indique que la rue se situe à gauche, « d » à droite) :
1. Rue Saint-Antoine-du-T.
2. Rue Paul-Mériel (g)
3. Rue Paul-Vidal (d)
4. Place Occitane (g)

### Transports
La rue Saint-Jérôme n'est pas directement desservie par les transports en commun Tisséo. Elle débouche cependant à l'ouest sur la rue Saint-Antoine-du-T., parcourue par la navette Ville. Les stations de métro les plus proches sont la station Capitole, sur la ligne de métro , et la station Jean-Jaurès, au croisement des deux lignes  . À proximité se trouvent les arrêts des lignes de Linéo L1L8L9 et de bus 14152329.
La station de vélos en libre-service VélôToulouse la plus proche se trouve dans la rue Paul-Vidal : la station no 8.

## Odonymie

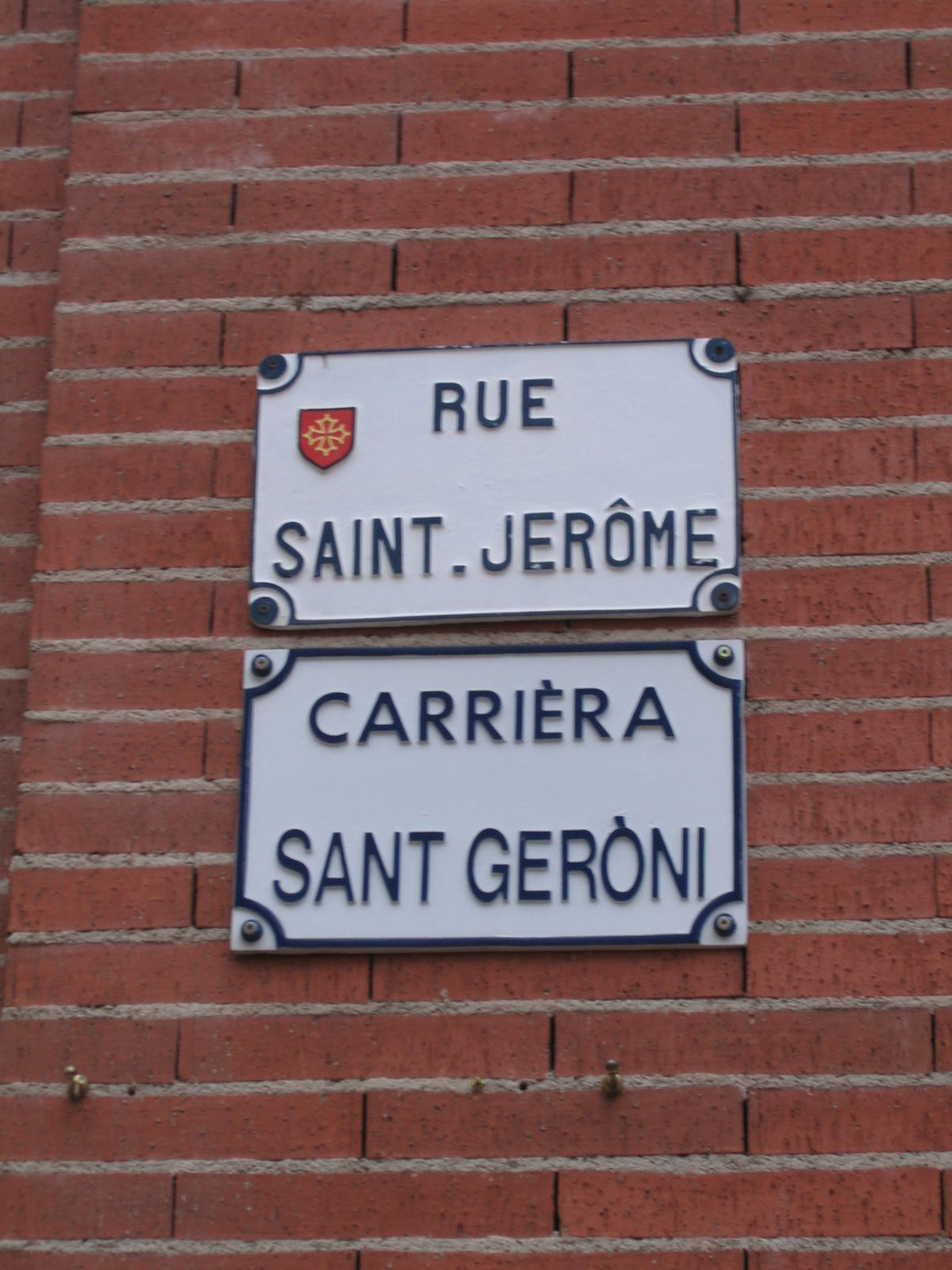
Plaques de rue en français et en occitan.

La rue Saint-Jérôme tient son nom de la chapelle des Pénitents noirs, placée sous le vocable de saint Jérôme, construite en 1622 et 1625 pour la confrérie des Pénitents noirs. Elle ne prit le nom de rue Saint-Jérôme que le 8 novembre 1842. Il est remarquable cependant que l'emplacement de cette chapelle, aujourd'hui disparue, ne se trouve pas dans la rue, depuis les travaux du nouveau quartier Saint-Georges, dans les années 1960-1970.
Les premières mentions de la rue, à la fin du XIVe siècle, lui donnent le nom de rue des Augustines, qui devient Augustines-Vieilles au milieu du XVe siècle, et qui lui venait du monastère des Augustines, qui se trouvait dans la rue, à proximité de la place des Clottes-Vieilles (emplacement de l'actuelle place Occitane). À la même époque, elle est aussi la rue du Saint-Loup ou, par abréviation, la rue du Loup. On sait que Jean de Saint-Loup, marchand et capitoul en 1470 et 1490, possédait un immeuble dans une rue voisine, la rue Traversière-Saint-Georges (emplacement face à l'actuel no 6 rue Louis-Deffès). À la fin du XVe siècle, la rue portait encore d'autres noms, en lien avec ceux que portait la place des Clottes-Vieilles : rue des Clottes-Vieilles ou encore rue de la Place-Saint-Antoine. La rue prit finalement, à la fin du XVIIe siècle, le nom de rue des Pénitents-Noirs, car cette confrérie avait établi sa chapelle dans le monastère désaffecté des Augustines. En 1622-1625, ils firent rebâtir leur chapelle, placée sous l'invocation de saint Jérôme. En 1794, pendant la Révolution française, la rue fut baptisée rue la Montagne, en hommage aux Montagnards, qui jouèrent un rôle actif dans les premières années de la Convention, mais ce nom ne subsista pas, et elle continua à être désignée comme la rue des Pénitents-Noirs ou des Noirs jusqu'en 1842.

## Histoire

### Moyen Âge et période moderne
Au Moyen Âge, la rue Saint-Jérôme appartient au capitoulat de Saint-Étienne. Elle est alors beaucoup plus longue que la rue actuelle, puisqu'elle s'étend du croisement de la rue aux Clottes (actuelle rue Saint-Antoine-du-T.) à la place des Clottes (au-devant de l'école l'école Alexandre-Fourtanier, place Occitane). Des personnages importants de l'élite toulousaine, capitouls, conseillers au Parlement et avocats, y ont des propriétés, des immeubles et des jardins, mais ils n'y résident pas. La rue, comme l'ensemble du quartier des Clottes, entre le rempart (actuelles rues du Rempart-Saint-Étienne et Maurice-Fonvieille) et la place Saint-Georges, est principalement peuplées d'artisans. On trouve dans la rue beaucoup de petites maisons et d'immeubles mal construits. Malgré les incendies qui ravagent régulièrement le quartier, comme en 1745, les constructions en corondage restent nombreuses (anciens no 3, 5 et 13).

### Époque contemporaine
Au cours du XIXe siècle, la rue des Pénitents-Noirs reste à l'écart des bouleversements du siècle, comme tout le quartier des Clottes, quoique de nouvelles constructions s'élèvent dans la première moitié du XIXe siècle, dans la partie ouest, au carrefour de la rue Saint-Antoine-du-T. (actuels no 2-4). Dans la première moitié du XXe siècle, elle est bordée de bars et de restaurants, tel le Ritz-Bar (ancien no 14), deux hôtels, le Phalsbourg (ancien no 12) et le Saint-Jérôme (ancien no 13), une mercerie (ancien no 11), une blanchisserie (ancien no 14) et un salon de coiffure (ancien no 13).
Les transformations les plus profondes interviennent dans la deuxième moitié du XXe siècle. Dans les années 1950, la municipalité souhaite transformer radicalement et complètement le quartier des Clottes, qui reste l'un des plus insalubres du centre-ville, et organise un plan de renouvellement urbain pour un nouveau quartier Saint-Georges. Dans le secteur de la rue Saint-Jérôme, les travaux, qui s'étalent entre 1969 et 1973, emportent presque toutes les constructions de la rue. Du côté sud, l'architecte Jean-Pierre Pierron réalise entre 1969 et 1972 la résidence du T (actuel no 7), à l'angle de la rue Paul-Vidal. Du côté nord, le même dirige en 1973 la construction d'un immeuble de six étages, la résidence Paul-Mériel (actuels no 6-10), à l'angle de la rue du même nom,. Les destructions les plus importantes ont lieu après 1975, lors de l'aménagement de la place Occitane : toute la partie est de la rue, à partir de la rue Paul-Vidal, est emportée par les travaux, ne laissant de la rue Saint-Jérôme qu'une petite portion de seulement 67 mètres.

## Patrimoine et lieux d'intérêt
- no  1 : façade. 
À la suite de la démolition d'un immeuble (actuel no 18 rue Saint-Antoine-du-T.), le mur aveugle de l'immeuble Broustet (actuel no 16 rue Saint-Antoine-du-T.) a été masqué par un décor en plaquage de briques claires. Il inclut des reproductions de sculptures des musées toulousains : 
  - le devant de la cuve d'un sarcophage paléochrétien, dit « des Miracles », et un bloc représentant deux Amazones trouvé au Bazacle, conservés au musée Saint-Raymond ;
  - quatre gargouilles de l'église des Cordeliers, cinq piliers représentant des saints et des apôtres, vestiges du cloître roman de la cathédrale Saint-Étienne, un panneau en bas-relief figurant un enfant, et une Mise au tombeau par Nicolas Bachelier – peut-être un élément de la clôture de chœur de l'église des Cordeliers –, conservés au musée des Augustins.

- no  6-10 : résidence Paul-Mériel (1973, Jean-Pierre Pierron)[11].
- no  7 : résidence du T (1969-1972, Jean-Pierre Pierron)[9].